# Hermann Cohen (filozófus)
Hermann Cohen (Coswig, 1842. július 4. – Berlin, 1918. április 4.) német-zsidó filozófus, tudós és egyetemi tanár. A marburgi iskola képviselője, egyik alapítója volt, sokan a 19. század legfontosabb zsidó filozófusának tartják.